# 阿尔博萨贾
阿尔博萨贾（義大利語：Albosaggia），是意大利松德里奥省的一个市镇。总面积34平方公里，人口3167人，人口密度93.1人/平方公里（2009年）。国家统计（ISTAT）代码为014002。